# 道保川公園
道保川公園（どうほがわこうえん）は、神奈川県相模原市にある公園。

## 概要
道保川公園は、道保川の水源と横山丘陵の自然を都市緑地として保全しながら、水と緑が一体となった自然とのふれあいの場として活用するために、風致公園として整備された。
身近に野鳥や植物の観察を体験しながら自然への認識を深め、生きた環境学習、野外教育の場として活用している。

## 観察できる動植物
（「施設案内」による）

### 野鳥観察ゾーン
四季を通じて沢の水場に集まるさまざまな野鳥たちを観察することができる。 
沢の水に集まるウグイス、ルリビタキ、メジロ、シジュウカラ、カワセミをはじめ約40種類の野鳥が観察でき、鳥たちのさえずりを聞くことができる。

### 山野草観察ゾーン
沢を下るながれにそって、自生の山野草を観察することができる。
セキショウ、クレソン、セリ、アシ、ツリフネソウ、ヒロハコンロンソウ、シャガ、スミレ、フキなどの植物が観察できる。

### 森林生態観察ゾーン
緑深い森の中を園路にそって進めば、森の生き物たちとふれ合いながらここちよい散策ができる。
全体的に竹林、クヌギ、コナラ、シラカシ、スギ、クスノキ、クリ、ウメ、ヤマザクラなどや、イヌツゲ、ヒサカキ、ヤブツバキ、マユミなどの低木類が自生しており、夏にはセミ、クワガタ、カナブンなどが見られる。四季を通じて木々と昆虫のおりなすドラマを観察することができる。

### 水生動植物観察ゾーン
沢からわき出した水は、集まって小川となり水生植物が成長したり、水辺に住む生き物たちの絶好の住みかとなっている。
沢ぞいから小川ぞいの水辺ではセリ、クレソン、ガマ、アシ、キショウブ、スイレン、シャガ、セキショウなどが植栽されており、ドジョウ、サワガニ、アブラハヤ、カエル、ザリガニ、カワニナ、トンボ、チョウ類などの水辺の生き物が観察できる。

## 公園の開閉時間
（「施設案内」による）
- 3月: 午前8時から午後5時まで
- 4月 - 6月、8月: 午前7時から午後6時まで
- 7月: 午前7時から午後7時まで
- 9月: 午前8時から午後6時まで
- 10月: 午前8時から午後5時まで
- 11月 - 2月: 午前8時から午後4時まで休館

## 休園日
年中無休

## アクセス
（「施設案内」による）
- 上溝駅下車徒歩約20分
- 相模原駅南口バス
  - 2番のりば
    - （相21）小田急相模原駅行（北里大学病院・北里大学経由） 乗車約14分「光が丘三丁目」下車10分
    - （相25）相模大野駅北口行（北里大学病院・北里大学経由） 乗車約14分「光が丘三丁目」下車10分
    - （相27）相武台前駅行（北里大学病院・北里大学経由） 乗車約14分「光が丘三丁目」下車10分
    - （相28）麻溝車庫行（光が丘三丁目経由） 乗車約14分「光が丘三丁目」下車10分
    - （相29）北里大学病院・北里大学行（光が丘三丁目経由） 乗車約14分「光が丘三丁目」下車10分
- 上溝発バス
  - 2番のりば
    - （大15）相模大野駅北口行（古山経由） 乗車約10分乗車「七曲り下」下車5分駐車場

## 駐車場
（「施設案内」による）
- 第1駐車場18台（うち障害者用1台）
- 第2駐車場24台

※両駐車場とも開園時間内のみ、利用できる

## ペット
道保川公園は、動物や植物の生態系を維持するため、ペットをつれての入園は禁止されている。